# Ligações Perigosas (filme)
Ligações Perigosas (Dangerous Liaisons) é um filme de drama histórico estadounidense de 1988 dirigido por Stephen Frears e baseado em peça homônima de Christopher Hampton. Esta, por sua vez, é baseada no clássico da literatura francesa Les liaisons dangereuses, de Pierre Choderlos de Laclos.
A película foi a estreia em Hollywood do diretor inglês Stephen Frears, quem vinha de grandes sucessos no cinema britânico. Foi indicada ao Oscar pela categoria de melhor filme, além de seis outras categorias, eventualmente vencendo as de melhor roteiro adaptado, melhor figurino e melhor direção de arte.

## Sinopse
A Marquesa de Merteuil pede que o amigo, o Visconde de Valmont, seduza a filha de sua prima Madame de Volanges. Seu objetivo é vingar-se de um antigo amante, ao qual a jovem Cecile fora prometida em casamento. De início, Valmont desdenha a oferta, julgando a presa fácil demais: seu alvo é a recatada Madame de Tourvel, que visita a casa de campo de sua tia enquanto o marido está no exterior a negócios. 
Valmont descobre, entretanto, que Madame de Volanges tem escrito em segredo a Madame de Tourvel para prevení-la quanto ao seu caráter, e decide seguir o plano de Merteuil. Para levar a cabo seus propósitos, eles contam com a ajuda do professor de música de Cecile, o ingênuo cavaleiro Danceny, por quem a jovem está apaixonada mas que não é visto por sua mãe como um potencial noivo.
Valmont visita a tia e, fingindo agir como intermediário entre Cecile e Danceny, seduz facilmente a jovem. Mantém-se, contudo, firme na tentativa de vencer as resistências de Madame de Tourvel, o que finalmente acaba ocorrendo.
A Marquesa prometera a Valmont passar uma noite em sua companhia caso ele conseguisse levar a cabo seu plano com Madame de Tourvel. Recusa, contudo, conceder-lhe o prêmio pelo sucesso até que ele rompa definitivamente com a nova amante, e ameaça manchar-lhe a reputação de sedutor em Paris. Valmont termina cedendo e abandona Tourvel, que cai gravemente doente.
Valmont retorna a Merteuil, que entrementes tornara-se amante de Danceny, e cobra o imediato pagamento de seu prêmio. A Marquesa recusa, e os dois declaram guerra.
A Marquesa revela a Danceny que Valmont seduzira Cecile. Os dois duelam, e o último é mortalmente ferido. Antes de falecer, entrega ao rival uma coleção de cartas de Meurteil e pede a ele que visite Tourvel e revele a ela a natureza verdadeira de seu amor. 
Após ouvir através de Danceny a mensagem de Valmont, Tourvel falece. O cavaleiro divulga as cartas de Meurteil, que é em seguida vaiada pelo público ao aparecer no teatro para assistir a uma ópera.

## Adaptação
Les liaisons dangereuses é um romance epistolar, ou seja, um romance inteiramente constituído por cartas. Através das correspondências trocadas entre as personagens, o leitor é informado não apenas sobre os acontecimentos e eventos que compõem a trama, mas também sobre os sentimentos e desejos de Meurteil e Valmont. Isto torna a adaptação para o palco e para o cinema até certo ponto difícil, uma vez que o material original contém menos ação, e mais de percepções e impressões.
A peça e o roteiro de Hampton seguem com bastante fidelidade o enredo do romance, e são considerados de forma geral excelentes adaptações da obra de Laclos. Uma das poucas diferenças notáveis reside no fato de que o filme até certo ponto suaviza a punição da Marquesa de Merteuil. No livro, ela contrai uma doença bastante dolorosa e chega a perder um olho; no cinema, contudo, ela é apenas desprezada por seus pares na ópera, mas seu destino final é deixadao indeterminado. 

## Outras versões
Em 1959, Roger Vadim dirigiu a primeira adaptação da obra de Laclos para o cinema, Les Liaisons dangereuses, com Jeanne Moreau, Gérard Philipe e Annette Vadim. A ação fora transportada para a burguesia francesa do final da década de 1950.
Em 1989, Milos Forman levou às telas sua própria versão para o romance de Laclos. Com roteiro do crítico francês Jean-Claude Carrière, Valmont tinha Annette Bening e Colin Firth nos papéis principais.
Em 1999, Roger Kumble dirigiu uma adaptação mais moderna, que veio a chamar-se Cruel Intentions. Curiosamente, Swoosie Kurtz, que interpretara Madame de Volanges no filme de Frears, também trabalha nesta versão.
Finalmente, Lee Je Yong dirigiu em 2003 Scandal - Joseon namnyeo sangyeoljisa (Scandal), com Lee Mik Suk, Jeon Do Yeon, e Bae Yong Jun. Esta adaptação transfere a ação para a Coreia do século XVIII.

## Produção
Ligações Perigosas foi a primeira produção de Frears nos Estados Unidos, e seu oitavo longa-metragem de ficção. Com sete indicações ao Oscar, foi considerada na época uma excelente estréia em Hollywood. Além das atuações bastante elogiadas de Glenn Close, John Malkovich e Michelle Pfeiffer nos papéis principais do romance de Laclos - a Marquesa de Merteuil, o Visconde de Valmont e Madame de Tourvel, respectivamente - destacam-se no elenco Keanu Reeves, Uma Thurman e Swoosie Kurtz entre os coadjuvantes. 
O filme de Frears foi inteiramente rodado em construções históricas localizadas nas regiões francesas de Île-de-France e Picardia tais como, entre outras, o Château de Vincennes. Além de escrever o roteiro, baseado em sua própria adaptação da obra de Laclos para os palcos, Christopher Hampton atuou como co-produtor, ao lado de Norma Heyman e Hank Moonjean. 
A trilha sonora foi composta por George Fenton. O material não original inclui obras-primas da música clássica e barroca, especialmente peças de Vivaldi, Bach, Händel e Gluck.

## Premiações
Oscar da Academia
| Ano  | Categoria                | Notas                        | Resultado |
| ---- | ------------------------ | ---------------------------- | --------- |
| 1989 | Melhor Filme             | Norma Heyman / Hank Moonjean | Indicado  |
| 1989 | Melhor Atriz             | Glenn Close                  | Indicado  |
| 1989 | Melhor Atriz Coadjuvante | Michelle Pfeiffer            | Indicado  |
| 1989 | Melhor Roteiro Adaptado  | Christopher Hampton          | Venceu    |
| 1989 | Melhor Direção de Arte   | Stuart Craig / Gérard James  | Venceu    |
| 1989 | Melhor Figurino          | James Acheson                | Venceu    |
| 1989 | Melhor Trilha Sonora     | George Fenton                | Indicado  |

 BAFTA
| Ano  | Categoria                | Notas                       | Resultado |
| ---- | ------------------------ | --------------------------- | --------- |
| 1989 | Melhor Direção           | Stephen Frears              | Indicado  |
| 1989 | Melhor Atriz             | Glenn Close                 | Indicado  |
| 1989 | Melhor Atriz Coadjuvante | Michelle Pfeiffer           | Venceu    |
| 1989 | Melhor Roteiro Adaptado  | Christopher Hampton         | Venceu    |
| 1989 | Melhor Edição            | Mick Audsley                | Indicado  |
| 1989 | Melhor Direção de Arte   | Stuart Craig / Gérard James | Indicado  |
| 1989 | Melhor Fotografia        | Philippe Rousselot          | Indicado  |
| 1989 | Melhor Figurino          | James Acheson               | Indicado  |
| 1989 | Melhor Maquiagem         | Jean-Luc Russier            | Indicado  |
| 1989 | Melhor Trilha Sonora     | George Fenton               | Indicado  |

 Prêmio César
| Ano  | Categoria                | Notas          | Resultado |
| ---- | ------------------------ | -------------- | --------- |
| 1989 | Melhor Filme Estrangeiro | Stephen Frears | Venceu    |